# VV Heerenveen in het seizoen 1969/70
Het seizoen 1969/1970 was het 16e jaar in het bestaan van de Heerenveense betaaldvoetbalclub Heerenveen. De club kwam uit in de Tweede divisie en eindigde daarin op de eerste plaats, dit betekende rechtstreekse promotie naar de Eerste divisie. Tevens deed de club mee aan het toernooi om de KNVB beker, hierin werd in de eerste ronde verloren van DOS (1–2).

## Wedstrijdstatistieken

### Tweede divisie
|       | AGOVV | Baronie | SC Drente | EDO   | EVV   | Gooiland | Hermes DVS | Limburgia | NOAD  | PEC   | RBC   | Roda JC | Velox | FC VVV | Wageningen | ZFC   |
| ----- | ----- | ------- | --------- | ----- | ----- | -------- | ---------- | --------- | ----- | ----- | ----- | ------- | ----- | ------ | ---------- | ----- |
| Thuis | 2 – 0 | 3 – 1   | 4 – 1     | 2 – 1 | 2 – 0 | 1 – 1    | 2 – 0      | 2 – 0     | 4 – 1 | 1 – 0 | 1 – 0 | 1 – 0   | 5 – 0 | 2 – 1  | 2 – 1      | 2 – 0 |
| Uit   | 1 – 0 | 1 – 1   | 0 – 1     | 1 – 3 | 1 – 1 | 1 – 1    | 3 – 2      | 1 – 1     | 3 – 3 | 2 – 2 | 1 – 1 | 1 – 0   | 1 – 0 | 0 – 4  | 2 – 1      | 0 – 3 |

### KNVB beker
| 1e ronde                                            | Heerenveen     | 1 – 2 (1 – 1) | DOS                                       |
| 19 oktober 1969 Plaats: Heerenveen J.H. Kruisstraat | Jaap Mulder 9' |               | 35' Tonnie Nieuwenhuys 54' Johan Plageman |

## Statistieken Heerenveen 1969/1970

### Eindstand Heerenveen in de Nederlandse Tweede divisie 1969 / 1970
| Stand | Gespeeld | Gewonnen | Gelijk | Verloren | Punten | Doelpunten voor | Doelpunten tegen |
| ----- | -------- | -------- | ------ | -------- | ------ | --------------- | ---------------- |
| 1e    | 32       | 19       | 8      | 5        | 46     | 60              | 26               |

### Topscorers
| #                | Naam                   | Goal |
| ---------------- | ---------------------- | ---- |
| 1.               | Kees Kist              | 13   |
| 2.               | Thomas Haan            | 12   |
| 3.               | Rikkert La Crois       | 10   |
| 4.               | Herman Hofstra         | 5    |
| 4.               | Henk Zoetendal         | 5    |
| 6.               | Gerard Lippold         | 4    |
| 7.               | Guus Joustra           | 3    |
| 8.               | Wiebe de Jong          | 2    |
| 8.               | Jaap Mulder            | 2    |
| 10.              | Henk Prinsen           | 1    |
| 10.              | Hans Zwart             | 1    |
| Eigen doelpunten |                        |      |
| –                | Jan Brouwer (ZFC)      | 1    |
| –                | Robert Hopstaken (RBC) | 1    |
| Totaal           | Totaal                 | 60   |

| #      | Naam        | Goal |
| ------ | ----------- | ---- |
| 1.     | Jaap Mulder | 1    |
| Totaal | Totaal      | 1    |

## Voetnoten
AGOVV · Baronie · SC Drente · EDO · Eindhoven · Gooiland · Heerenveen · Hermes DVS · Limburgia · NOAD · PEC · RBC · Roda JC · Velox · FC VVV · Wageningen · ZFC